# Égide Albanese
Égide Joseph Ignace Antoine Albanese (ur. 31 marca 1728 w Terlizzi, zm. 18 listopada 1803 w Wersalu) – francuski kastrat oraz kompozytor pochodzenia włoskiego.

## Życiorys
Urodził się dnia 31 marca 1728 roku w Terlizzi, został ochrzczony dwa dni później.
W 1747 roku został powołany do śpiewania na górze Kaplicy Królewskiej w Wersalu i w tym zawodzie pracował przez 26 lat, następnie przeszedł na emeryturę. Opublikował także kilka własnych utworów.
Zmarł dnia 19 listopada 1803 roku w swoim domu w Wersalu.